# Seguenziinae
Seguenziinae is een onderfamilie van weekdieren uit de klasse van de Gastropoda (slakken).

## Geslachten
Stam: Fluxinellini B. A. Marshall, 1991
- Ancistrobasis Dall, 1889
- Basilissa Watson, 1879
- Basilissopsis Dautzenberg & H. Fischer, 1897
- Calliobasis B. A. Marshall, 1983
- Fluxinella B. A. Marshall, 1983
- Thelyssa F. M. Bayer, 1971
- Visayaseguenzia Poppe, Tagaro & Dekker, 2006

Stam: Seguenziini Verrill, 1884
- Carenzia Quinn, 1983
- Hadroconus Quinn, 1987
- Halystes B. A. Marshall, 1988
- Halystina B. A. Marshall, 1991
- Quinnia B. A. Marshall, 1988
- Rotellenzia Quinn, 1987
- Seguenzia Jeffreys, 1876
- Seguenziopsis Marshall, 1983